# アルベルト・ロハス
ホルヘ・アルベルト・ロハス（Jorge Alberto Rojas Méndez、1977年1月10日 - ）は、ベネズエラ・メリダ出身のサッカー選手。ベネズエラ代表である。ポジションはフォワード（左ウイング）、ディフェンダー（左サイドバック）。

## タイトル
ウニベルシダ・デ・ロス・アンデスFC
- セグンダ・ディビシオン (1) : 1994-95

カラカスFC
- プリメーラ・ディビシオン (4) : 2000-01, 2002-03, 2005-06, 2006-07
- コパ・デ・ベネスエラ (1) : 2001

アトレティコ・ナシオナル
- カテゴリア・プリメーラA (1) : 2005-I

デポルティーボ・タチラFC
- プリメーラ・ディビシオン (1) : 2010-11